# 鱈科
鱈科是海魚的一種，為輻鰭魚綱鱈形目的其中一科，包括15個屬。鱈科包括了鱈魚、明太、黑線鱈及青鱈。江鱈屬等6個屬原屬鱈科，現時已獨立歸入江鱈科。

## 分類
鱈科下分13個屬，如下：

### 極鱈屬（Arctogadus）
- 鮑氏極鱈（Arctogadus borisovi）
- 北極鱈（Arctogadus glacialis）

### 北鱈屬（Boreogadus）
- 北鱈（Boreogadus saida）

### 寬突鱈屬（Eleginus）
- 遠東寬突鱈（Eleginus gracilis）：又稱細身寬突鱈。
- 寬突鱈（Eleginus navaga）

### 大眼鱈屬（Gadiculus）
- 銀大眼鱈（Gadiculus argenteus argenteus）
- 杜氏銀大眼鱈（Gadiculus argenteus thori）

### 鱈屬（Gadus）
- 太平洋鱈（Gadus macrocephalus）
- 大西洋鱈（Gadus morhua）
- 格陵蘭鱈（Gadus ogac）
- 黄线狭鳕（Gadus chalcogrammus）

### 黑線鱈屬（Melanogrammus）
- 黑線鱈（Melanogrammus aeglefinus）

### 牙鱈屬（Merlangius）
- 牙鱈（Merlangius merlangus）

### 小鱈屬（Microgadus）
- 太平洋小鱈（Microgadus proximus）
- 大西洋小鱈（Microgadus tomcod）

### 藍鱈屬（Micromesistius）
- 南藍鱈（Micromesistius australis）
- 藍鱈（Micromesistius poutassou）：又稱小鰭鱈。

### 青鱈屬（Pollachius）
- 青鱈（Pollachius pollachius）
- 綠青鱈（Pollachius virens）

### 平頭鱈屬（Raniceps）
- 平頭鱈（Raniceps raninus）

### 狹鱈屬（Theragra）
- 挪威狹鱈（Theragra finnmarchica）

### 長臀鱈屬（Trisopterus）
- 地中海長臀鱈（Trisopterus capelanus）
- 挪威長臀鱈（Trisopterus esmarkii）
- 條長臀鱈（Trisopterus luscus）
- 細長臀鱈（Trisopterus minutus）